# Callimomoides
Callimomoides är ett släkte av steklar. Callimomoides ingår i familjen puppglanssteklar.
Kladogram enligt Catalogue of Life:
| Callimomoides | \| \| Callimomoides fuscipennis \| \| \| \| \| \| Callimomoides robertsi \| \| \| \| |
|               | \| \| Callimomoides fuscipennis \| \| \| \| \| \| Callimomoides robertsi \| \| \| \| |
|               | Callimomoides fuscipennis                                                            |
|               |                                                                                      |
|               | Callimomoides robertsi                                                               |
|               |                                                                                      |